# Estación General Obligado
General Obligado es una estación de ferrocarril ubicada en la localidad homónima del departamento Libertad, provincia del Chaco, Argentina.

## Servicios
Es una estación intermedia del servicio interprovincial que presta la empresa estatal Trenes Argentinos Operaciones entre las estaciones Los Amores y Cacuí, Provincia del Chaco.
Presta un servicio ida y vuelta cada día hábil entre cabeceras.
Las vías por donde corre el servicio, corresponden al Ramal F del Ferrocarril General Belgrano, las mismas son propiedad del estado de la Provincia del Chaco.
Desde esta estación se abría el Ramal F19 hacia la localidad  de Laguna Limpia. El mismo se encuentra abandonado y levantado desde 1977.